# マイク・ダグラス
マイク・ダグラス（Mike Douglas、本名マイケル・デラニー・ダウド・ジュニア（Michael Delaney Dowd, Jr.）、1925年8月11日 - 2006年8月11日）は、アメリカ合衆国の男性歌手・司会者。イリノイ州シカゴ出身。
アメリカで記録的な人気を誇ったトーク番組『マイク・ダグラス ショー』の司会を21年間務め、俳優、女優、歌手、スポーツ選手など、数多くのスターを輩出。番組の功績により、1967年、エミー賞を受賞。

## デビュー
イリノイ州シカゴ生まれ。聖歌隊の一員としてキャリアをスタート。
第二次世界大戦に海軍兵として従軍したのち、シカゴのテレビ局WMAQ-TVの専属歌手となる。その後ロサンゼルスに移り、ジニー・シムズのラジオ番組に出演。
転機となったのは、ケイ・カイザー率いるビッグバンドへ歌手として加入したことである。ここで「Ole Buttermilk Sky」や「The Old Lamplighter」といったヒット曲を歌い、知名度を高める。その後1951年にカイザーが引退するまでバンドとして活動した。
1950年、ディズニーのアニメーション映画『シンデレラ』に、プリンス・チャーミングの歌唱役として出演。シンデレラ役のアイリーン・ウッズとともに「これが恋かしら」（原題：So This is Love）を歌った。ただしシカゴ出身であることから訛りを理由に、ウォルト・ディズニーより台詞の担当からは外され、ウィリアム・ピップスが担当した。
その後バーバンクへ移住した頃、ロックンロールやドゥーワップの台頭により一時的にキャリアが低迷し、ナイトクラブに歌手として出演。幸いロサンゼルスの自宅が高値で売れたこともあり、生計を維持する。

## マイク・ダグラス ショー
1961年、クリーヴランドのテレビ局KYWにて、自身の番組『マイク・ダグラス ショー』が放送開始され、司会者として出演。
番組は非常に高い人気を誇り、バーブラ・ストライサンドやアレサ・フランクリンといった歌手を輩出。1977年には当時2歳のタイガー・ウッズが、自身初のテレビ出演を飾っている。スポンサー収益は1,050万ドルにものぼり、司会者として50万ドル以上のギャラを得た。
1967年、番組での功績によりエミー賞を獲得。
放送局や放送拠点を替えつつ、1982年に放送終了するまで21年間、全4017回の放送に出演した。
70年代にジョン・レノンとオノ・ヨーコがゲストで出た回は2000年代にDVDになった。
そのジョンの映像は94年の映画「フォレスト・ガンプ」でフォレストがショーに出たという設定で使われた。
ジョンの声は本人ではなくビートルズのコピーバンドのジョン役が担当している。

## 晩年
1990年、前立腺癌が見つかったが、手術により克服した。
81歳の誕生日であった2006年8月11日、フロリダ州パームビーチガーデンズの病院で死去。

## 出演作品
- シンデレラ Cinderella (1950年、プリンス・チャーミングの歌声)
- マイク・ダグラス ショー（英語版）　The Mike Douglas Show（1961年-1982年）
- ゲイター　Gator(1976)
- 縮みゆく女 The Incredible Shrinking Woman (1981)
- 美しき殺し屋（スナイパー）Bird of prey  (1985)